# Fregaty projektu 50
Fregaty projektu 50 – radzieckie fregaty budowane masowo w latach 50. W nomenklaturze radzieckiej jednostki były oznaczone jako okręty eskortowe, a ich funkcja była analogiczna do tej jaką spełniały niszczyciele eskortowe z okresu II wojny światowej. W kodzie NATO znane jako typ Riga.

## Historia
Okręty były mniejszą i prostszą wersją opracowanych wcześniej fregat typu Kola. Okręty powstały na polecenie Stalina, który był zaniepokojony rosnącymi kosztami, jakie pochłaniały budowy dużych okrętów nawodnych. Na okrętach zastosowano wysokociśnieniowe turbiny parowe i nowe radzieckie radary. Budowa okrętów została wstrzymana przez Chruszczowa w 1956, gdy uznano, że są one przestarzałe. Większość okrętów została wycofana ze służby do końca lat 70.
Łącznie zbudowano 68 okrętów z tego:
- w Królewiec 40

„Leopard”, „Bars”, „Rosomacha”, „Sobol”, „Barsuk”, „Kuguar”, „Jenot”, „Filin”, „Łuń”, „Kobczik”, „Tur”, „Łoś”, „Olień”, SKR-76, SKR-69, SKR-70, SKR-71, SKR-72, SKR-73, SKR-74, SKR-54, SKR-75, SKR-77,
SKR-80, SKR-81, SKR-10, SKR-4, SKR-5, SKR-8, SKR-14, SKR-15, SKR-59, SKR-60, SKR-61, SKR-62, SKR-64, SKR-55, SKR-65, SKR-68, SKR-56, SKR-50
- w zakładzie nr 444 w Mikołajowie 20

„Gornostaj”, „Pantera”, „Ryś”, „Jaguar”, „Sarycz”, „Puma”, „Wołk”, „Kunica”, „Korsak”, „Norka”, „Woron”, „Grizon”, SKR-51, „Tuman”, SKR-53, SKR-57, SKR-58, SKR-63, SKR-66, SKR-67
- w Komsomolsku nad Amurem 7

„Zubr”, „Bizon”, „Aist”, „Łaska”, „Pelikan”, „Pingwin”, „Gepard”

## Użytkownicy
Oprócz Marynarki Wojennej Związku Radzieckiego okręty służyły w następujących państwach:
- Chiny – pięć okrętów zostało zmontowanych z części na licencji w Chinach pod oznaczeniem typ 053. Chińczycy opracowali swoją własną wersję okrętów z inną konfiguracją uzbrojenia artyleryjskiego oznaczoną jako typ 065
- Bułgaria – Marynarka Wojenna Bułgarii posiadała 3 okręty
- NRD – Marynarka Wojenna NRD posiadała 5 okrętów tego typu
- Finlandia – Marynarka Wojenna Finlandii posiadała 2 okręty
- Indonezja – Marynarka Wojenna Indonezji posiadała 8 okrętów

Planowano w latach 50. licencyjną budowę fregat projektu 50 w Polsce dla polskiej Marynarki Wojennej i CBKO-2 przystąpiło do adaptacji ich dokumentacji, lecz ostatecznie nie doszło do tego.